# شورش (فیلم ۲۰۲۵)
شورش (به انگلیسی: Mutiny) یک فیلم اکشن و دلهره‌آور بریتانیایی-آمریکایی اماده اکران به کارگردانی ژان فرانسوا ریشه بر اساس فیلمنامه‌ای نوشته لیندسی میشل و جی. پی. دیویس با بازی جیسون استاتهام و آنابل والیس است. این فیلم، قرار است در سال ۲۰۲۶ توسط اسکای و لاینزگیت به ترتیب در بریتانیا و ایالات متحده اکران شود.

## داستان
کول رید (استاتهام) در نیروهای ویژه بود و در زندگی قبلی به عنوان افسر پلیس نیویورک فعالیت می‌کرد. رید که اکنون در بخش امنیتی خصوصی کار می‌کند، به خاطر قتل دوست میلیاردر تایلندی خود، تیبو، متهم می‌شود و در جستجوی قاتل واقعی با یک توطئه بین المللی روبرو می‌شود.

## تولید
فیلمبرداری در سپتامبر ۲۰۲۴ در بریتانیا آغاز شد. و سرانجام، در ۲۵ نوامبر ۲۰۲۴ رپ شد.